# Gladys
Gladys ist ein weiblicher Vorname.

## Herkunft und Bedeutung
Der Vorname Gladys stammt aus dem Walisischen und geht auf den altwalisischen Vornamen Gwladus zurück, der wahrscheinlich von gwlad „Land“ kommt. Der Name Gladys wurde als walisische Entsprechung des Namens Claudia verwendet.
Außerhalb von Wales wurde der Name durch den Roman Puck von Ouida bekannt.

## Namensträgerinnen
- Gladys Afamado (1925–2024), uruguayische Künstlerin und Schriftstellerin
- Gladys Anderson Emerson (1903–1984), US-amerikanische Biochemikerin und Ernährungswissenschaftlerin
- Gladys Asmah (1939–2014), Politikerin aus Ghana
- Gladys Aylward (1902–1970), britische Missionarin in China
- Gladys Pearl Baker (1902–1984), US-amerikanische Filmeditorin, Mutter von Marilyn Monroe und Berniece Baker Miracle
- Gladys Bentley (1907–1960), US-amerikanische Blues-Sängerin und Entertainerin
- Gladys Berejiklian (* 1970), australische Politikerin
- Gladys Cooper (1888–1971), britische Schauspielerin
- Gladys Frazin (1901–1939), US-amerikanische Film- und Theaterschauspielerin
- Gladys George (1904–1954), US-amerikanische Film- und Theaterschauspielerin
- Gladys Heldman (1922–2003), US-amerikanische Gründerin des World Tennis Magazine und des Virginia Slims Circuit
- Gladys Knight (* 1944), US-amerikanische Sängerin und Schauspielerin
- Gladys Kuchta (1915–1998), US-amerikanische Opernsängerin (Sopran)
- Gladys Lehman (1892–1993), US-amerikanische Drehbuchautorin
- Gladys Lengwe (* 1978), sambische Fußballschiedsrichterin
- Gladys Marín (1937–2005), chilenische Politikerin, Generalsekretärin der Kommunistischen Partei Chiles
- Gladys Nordenstrom-Krenek (1924–2016), US-amerikanische Komponistin
- Gladys Palmer (* vor 1935; † nach 1946), US-amerikanische Jazz- und Rhythm-and-Blues-Sängerin, Pianistin und Komponistin
- Gladys Werner (1933–2001), US-amerikanische Skirennläuferin
- Gladys Yang (1919–1999), britische Übersetzerin chinesischer Literatur